# Disastro di Baumgarten
Il disastro o l'incidente di Baumgarten è l'incidente verificatosi al gasdotto di Baumgarten, verificatosi il 12 dicembre del 2017.

## Sintesi
Alle prime luci del mattino di martedì 12 dicembre 2017 nel gasdotto di Baumgarten, nel distretto di Mattersburg in Austria, forse per via dell'instabilità di un tubo, si verificò una forte esplosione. Bilancio: 1 morto e 21 feriti, gravi e non gravi, l'interruzione della fornitura del gas tra Italia e Russia e un'interrogazione parlamentare per discutere sulla sicurezza dei gasdotti in Europa. La nube tossica giunse in Italia, toccando Tarvisio. La notte successiva l'incendio era spento e la distribuzione ritornò funzionante.